# Hans Lindgren (lekkoatleta)
Hans Lindgren (ur. 24 maja 1933, zm. 1 lutego 2016) – szwedzki lekkoatleta, płotkarz i sprinter, medalista mistrzostw Europy z 1958.
Zdobył brązowy medal w sztafecie 4 × 400 metrów na mistrzostwach Europy w 1958 w Sztokholmie. Sztafeta szwedzka biegła w składzie: Nils Holmberg, Lindgren, Lennart Jonsson i Alf Petersson. Wyrównała wówczas  rekord Szwecji czasem 3:10,7. Lindgren startował na tych mistrzostwach również w biegu na 400 metrów przez płotki, ale odpadł w eliminacjach.